# Peter Trolle Bonnesen
Peter Trolle Bonnesen (* 16. März 1993 in Hørsholm) ist ein dänischer Volleyballspieler.

## Karriere
Trolle Bonnesen begann seine Karriere bei Gentofte Volley. Mit dem Verein wurde der Universalspieler mehrmals dänischer Meister und Pokalsieger. 2012 nahm er mit der dänischen Junioren-Nationalmannschaft an der U20-Europameisterschaft teil. Dort entdeckte Ulf Quell, der deutsche Junioren-Trainer und Assistent von Stelian Moculescu, das Talent des Dänen, woraufhin der deutsche Bundesligist VfB Friedrichshafen Trolle Bonnesen verpflichtete.

## Familie
Trolle Bonnesen ist der Sohn des Volleyballtrainers Michael Trolle. Seine Schwester Marie Trolle Bonnesen spielt ebenfalls Volleyball.